# Mace Griffin: Bounty Hunter
Mace Griffin: Bounty Hunter est un jeu vidéo de tir à la première personne développé par Warthog Games et édité par Black Label Games, sorti en 2003 sur Windows, PlayStation 2 et Xbox.

## Accueil
- Jeuxvideo.com : 13/20 (PS2/XB)[1] - 12/20 (PC)[2]